# Canorus
Canorus ist ein freies und erweiterbares Notensatzprogramm für verschiedene Betriebssysteme. Das Programm ist der offizielle Nachfolger von NoteEdit.
Canorus unterstützt polyphone Stimmen in unbegrenzter Anzahl und Länge. Der Anwender kann fertige Notationen laden oder mit Maus und Tastatur eigene Notensätze erstellen. Eine grafische Oberfläche unterstützt den Notensatz, Import und Export von verschiedenen Dateiformaten, MIDI-Ein- und -Ausgang sowie eine Skriptsprache sind vorhanden. Mit Hilfe eines Qt5-Framework bietet Canorus eine schnelle und moderne grafische Benutzeroberfläche sowie eine große Plattformunabhängigkeit. Canorus läuft gegenwärtig auf Linux-, Windows- und macOS-Systemen. Das Programm wandelt geschriebene Noten oder Akkorde in MIDI-Signale um. Es kann die Daten im XML-, LilyPond- und MIDI-Format speichern.
Zum Ausdruck der Notenblätter kann optional das freie Notensatzprogramm LilyPond installiert werden. LilyPond selbst besitzt keine eigene grafische Benutzeroberfläche, die Bedienung ist jedoch in die Oberfläche von Canorus integriert, so dass über den installierten Standarddrucker ausgedruckt werden kann.
Canorus ist unter der GNU General Public License lizenziert. Das bedeutet, dass das Programm frei verteilt werden kann. Der Quellcode steht öffentlich zur Verfügung, und jeder kann sich an der Weiterentwicklung des Programms beteiligen.
Der Name Canorus leitet sich von dem lateinischen Wort für „süß“, „reich“, „tief“, „warm“, „freundlich“, „sanft“ und „voller Klang und Harmonie“ ab. Die Gründer des Canorus-Projekts und langjährigen NoteEdit-Entwickler Matevž Jekovec aus Slowenien und Reinhard Katzmann aus Deutschland wählten diesen Namen, da er die Philosophie des Programms am besten beschreibe.